# MDPI
MDPI (Многопрофильный институт цифровых публикаций) — издатель научных журналов открытого доступа. Он публикует более 390 рецензируемых журналов открытого доступа. MDPI входит в число крупнейших издательств в мире по объёму выпуска журнальных статей и был крупнейшим издателем статей открытого доступа в 2020 году.
Он был основан Шу-Кунь Линем как архив химических образцов. В период с 2016 по 2020 год количество рецензируемых статей, опубликованных MDPI, значительно возросло, при этом годовой рост составил более 50% в 2017, 2018 и 2019 годах, что привлекает внимание к их очень быстрой обработке статей. В обзоре 26 «мегажурналов» открытого доступа, опубликовавших более 3500 статей в 2022 году, 11 (42%) журналов были из MDPI. Помимо выпуска собственных журналов, MDPI приобрел журналы у других издательств, например, Tomography от Grapho Publications в 2021 году и Nursing Reports и Audiology Research от PagePress Publications в 2020 году.
По состоянию на январь 2024 года MDPI публикует 433 академических журнала, включая 92 журнала, индексируемых в Science Citation Index Expanded, 7 журналов, индексируемых в Social Sciences Citation Index, 138 журналов, перечисленных в SciFinder, и 270 в Scopus. Его журналы включены в DOAJ. MDPI также публикует книги в открытом доступе, индексируемые в DOAB, OAPEN и BCI. Он является членом Ассоциации научных издателей открытого доступа (OASPA), Комитета по этике публикаций (COPE), Международной ассоциации научных, технических и медицинских издателей (STM), а также издателем-участником и сторонником Инициативы открытых цитирований (I4OC).
Бизнес-модель MDPI основана на создании журналов широкого профиля с полностью открытым доступом, с быстрой обработкой от подачи до публикации, при этом расходы на обработку статей взимаются автором, его учреждениями или спонсорами. Деловая практика MDPI вызвала споры, критики предположили, что она жертвует редакционной и академической строгостью в пользу оперативности и деловых интересов. MDPI была включена в список хищных издательств открытого доступа Джеффри Билла в 2014 году; она была исключена в 2015 году после успешной апелляции, одновременно с оказанием давления на работодателя Билла. Некоторые журналы, публикуемые MDPI, также были отмечены Китайской академией наук (CAS) и Норвежским научным индексом за отсутствие строгости и возможные хищнические практики, по состоянию на 2025 год CAS больше не включает ни одного журнала MDPI в свой список раннего предупреждения. В 2024 году Общественный форум Финляндии, который классифицирует каналы публикации для академических исследований, понизил рейтинг 193 журналов MDPI до самого низкого уровня, 0.

## История
MDPI ведёт свою историю от организации Molecular Diversity Preservation International (также сокращённо MDPI), основанной Шу-Кун Линем в 1996 году как архив химических образцов, а также занимавшейся научными публикациями и конференциями. Вторая организация, Multidisciplinary Digital Publishing Institute (Многопрофильный институт цифровых публикаций), была основана в 2010 году, в первую очередь как издатель. Все журналы MDPI находятся в открытом доступе и с 2008 года публикуются по лицензии Creative Commons Attribution License (CC BY).

## Смотрите также
- Список журналов MDPI

## Внешние ссылки
- mdpi.org — официальный сайт MDPI, Molecular Diversity Preservation International
- mdpi.com — официальный сайт MDPI, Multidisciplinary Digital Publishing Institute